# Jewgeni Adolfowitsch Lewinson
Jewgeni Adolfowitsch Lewinson (russisch Евге́ний Адо́льфович Левинсо́н; * 7. Oktoberjul. / 19. Oktober 1894greg. in Odessa; † 21. März 1968 in Leningrad) war ein russischer Architekt.

## Leben
Jewgeni Lewinson, Sohn einer jüdischen Familie, kam als Zehnjähriger nach St. Petersburg in das Schulinternat Prinz-Oldenburg-Heimstätte, in dem strengste Disziplin herrschte. Er trieb Sport, spielte Fußball und nahm an den Frühjahrs- und Herbst-Pokalwettkämpfen der Petrograder Fußballliga teil.
1915–1916 studierte Lewinson an der St. Petersburger Ingenieurshochschule (Universität für Architektur und Bauwesen). Nach der Oktoberrevolution studierte er 1924–1927 Architektur am Wchutein, Nachfolger der St. Petersburger Kunstakademie, bei W. G. Helfreich, L. W. Rudnew, S. S. Serafimow, I. A. Fomin und W. A. Schtschuko.

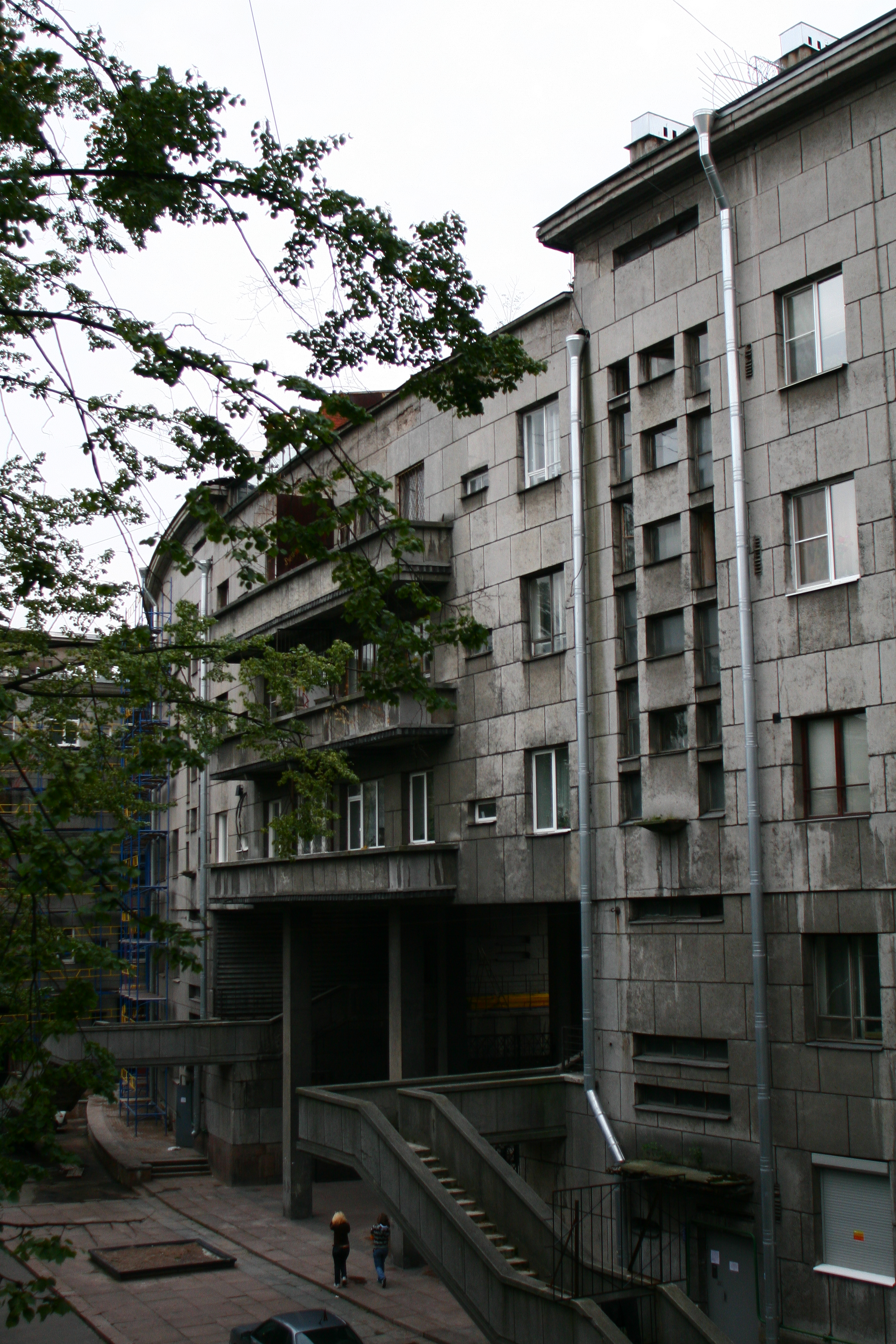
Lensowjet-Wohnhaus von Lewinson und Fomin

Lewinson beteiligte sich an vielen Architektur-Wettbewerben, beispielsweise für das Staatsratsgebäude der Republik Burjatien in Ulan-Ude und für verschiedene Projekte in Leningrad und Moskau. Er gewann vielfach erste Preise, so dass er einer der bedeutendsten Architekten Leningrads wurde. 1931–1938 baute er zusammen mit W. O. Munz den Lensowjet-Kulturpalast in Leningrad. Nachdem Lewinson seine Tätigkeit als Konstruktivist begonnen hatte, folgte er nun dem Stalin-Empire.
Zu Beginn des Deutsch-Sowjetischen Krieges führte Lewinson eine Gruppe von Architekten für den Bau von Verteidigungsanlagen auf den Anmarschwegen nach Leningrad. Im Dezember 1941 wurde er zusammen mit anderen nach Swerdlowsk evakuiert. 1942–1943 entwickelte er zusammen mit A. A. Ol und G. A. Simonow ein Projekt zum Bau neuer Wohnviertel in Magnitogorsk, das der erste Versuch war, den Flachbau in einer Großstadt einzuführen.
Nach dem Kriege beteiligte sich Lewinson am Wiederaufbau von Puschkin und Pawlowsk. Den Bahnhof von Puschkin baute er zusammen mit A. A. Gruschke, und er übernahm den Bau des neuen Bahnhofs in Pawlowsk. Auf Lewinsons Initiative wurde in Leningrad mit dem Bau von Flachbau-Wohnvierteln begonnen. Daneben beteiligte sich Lewinson an Wettbewerben für Projekte zum Wiederaufbau und zur Restrukturierung von Kiew, Minsk, Petrosawodsk, Riga und anderen Städten. Zusammen mit anderen baute er die Leningrader U-Bahn-Station Awtowo und die baulichen Anlagen des Leningrader Piskarjowskoje-Gedenkfriedhofs (1960).
1932–1945 war Lewinson Dozent an der Leningrader Universität für Architektur und Bauwesen und 1945–1968 der Leningrader Kunsthochschule (seit 1947 Professor).
Lewinson fand sein Grab auf dem Leningrader Serafim-Ehrenfriedhof.

## Ehrungen
- Stalinpreis 3. Klasse (1951) für den Bau des Bahnhofs in Puschkin
- Medaille „Für heldenmütige Arbeit im Großen Vaterländischen Krieg 1941–1945“
- Medaille „Zum 250-jährigen Jubiläum Leningrads“